# Volney (Iowa)
Pour les articles homonymes, voir Volney (homonymie).
Volney est une communauté non constituée en municipalité, du comté d'Allamakee en Iowa, aux États-Unis.
Le bureau de poste est inauguré en 1853 et fermé en 1905.

## Source de la traduction
- (en) Cet article est partiellement ou en totalité issu de l’article de Wikipédia en anglais intitulé « Volney, Iowa » (voir la liste des auteurs).